# 倉橋島

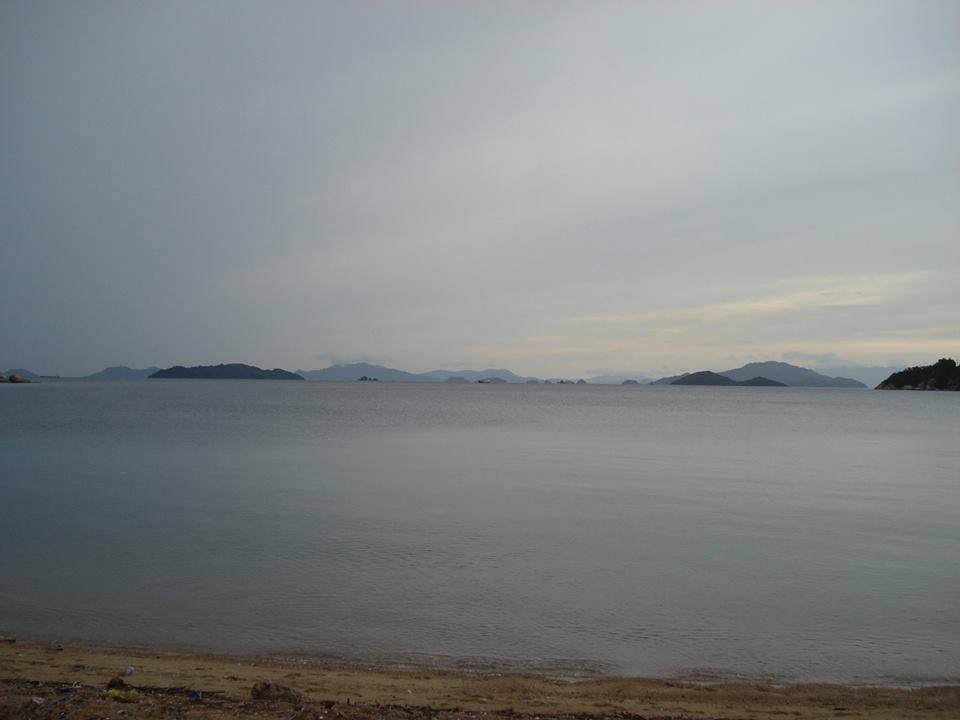
日本の渚百選にも選ばれている桂ヶ浜。

倉橋島（くらはしじま）は、広島県呉市に属する島である。別名「宝島」とも呼ばれる。

## 地理と自然環境
瀬戸内海の芸予諸島に属する島の一つであり、面積は69.47km2と広島県に所属する島では最大の面積を持つ。広島県の南端であり、音戸の瀬戸にかかる音戸大橋で本州と、早瀬瀬戸にかかる早瀬大橋で東能美島（江田島市）と、そして鹿島大橋で鹿島とつながっている。
山岳
- 古観音山
- 火山[注 2] - 標高408メートルであり、しま山100選にも選ばれている[1]。
- 千本岳
- 岳浦山 - 最高峰[2]。

沿岸
- 桂ヶ浜 - 海岸に美しい松原が広がり、日本の渚百選にも選ばれている[3]。
- その他 - 海水の透明度が高くマリンレジャーに適しており[1]、横島の沿岸の水質は広島県が環境保全の水質の基準に指定している[4]。干潟も比較的に残されており[5]、スナメリ[6]やカンムリウミスズメ[7]やカブトガニやニホンウナギなどの貴重な生物の生息も確認されている[8][9]。

その他
- 陸棲の哺乳類の分布は限られている[10]が、ニホンヒキガエルやシャープツブゲンゴロウやコマルケシゲンゴロウなどの県内で絶滅危惧種に指定されている生物種も確認されており[8][11]、キリギリスなどの昆虫の多様性も目立つ[12]。

## 歴史
1890年（明治23年）、大日本帝国呉に呉鎮守府が置かれると、大日本帝国海軍の秘密基地の様相が強くなり、要塞地帯法により測量、漁業、撮影なども禁止され、艦砲試射場、高射砲台、石油貯蔵基地などが建設された。1941年（昭和16年）、倉橋島の大浦崎に「P基地」という海軍の限られた者しか出入り出来ない基地が作られ、格納庫、吊り上げ場、組立工場、充電場、搭乗員、工員宿舎等が並び、倉橋島の山には対空用25mm機関銃が設置された。
かつて島内の自治体には倉橋町と音戸町があったが、市町村合併により呉市に編入され消滅した。

## 観光地
- くらはし桂浜温泉 - 桂ヶ浜に隣接した温泉[1]。

## 交通
島内に鉄道路線はない。

### バス
- 広電バス呉倉橋島線
- なべタクシー音戸さざなみ線
- 倉橋町営バス

### 道路
- 国道487号
- 広島県道35号音戸倉橋線
- 広島県道283号倉橋大向釣士田港線

## 著名な出身者
- 城みちる（歌手・タレント）
- 島谷ひとみ（歌手）

## 関連作品
- 故郷（1972年）